# Дорогой солдат
«Дорого́й солда́т» (кор. 병정님, яп. 兵隊さん) — корейская военная драма, снятая в 1944 году. Действие фильма разворачивается во время Второй мировой войны.

## Сюжет
Третий год идёт война в Тихоокеанском регионе. Хирамацу Дзенки и Яцумото Эйти призывают в армию. Родители гордятся, что их детей удостоили чести служить в Императорской армии, однако при этом всё-таки беспокоятся, поскольку военная служба не только почётна, но и ответственна. Новобранцы прибывают в учебную часть, и начинается военная служба…